# Île Louët
Pour les articles homonymes, voir Louët.
L'île Louët se trouve au large de la commune française de Carantec en baie de Morlaix, Finistère. L'origine de son nom vient de Charles Cornic (1731-1809), l'ayant dédiée à un de ses grands amis du nom de Louët[source insuffisante]. Son nom en breton est Enez Louet ou An Ilioeg (qui signifie "couverte de lierre").

## Géographie

Vue d'ensemble de la baie de Morlaix.

L’île se trouve au nord-est de la commune de Carantec. Elle se trouve  en baie de Morlaix, à la sortie de la rade de Morlaix et plus précisément entre la pointe de Penn-al-Lann et le château du Taureau.

## Constructions
L’île compte quatre bâtiments : le phare, une maison et deux dépendances.
La maison est un gîte géré par l’office de tourisme de Carantec.

Le phare de l'île Louët a été construit en 1860 et automatisé en 1962.

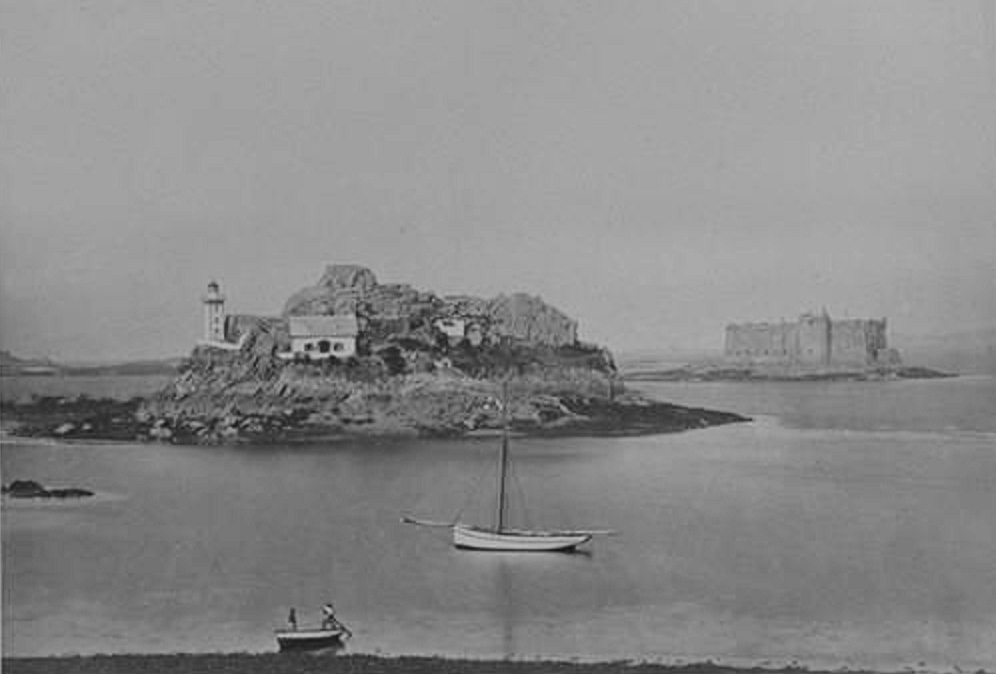
Baie de Morlaix : Île Louet et château du Taureau en 1873
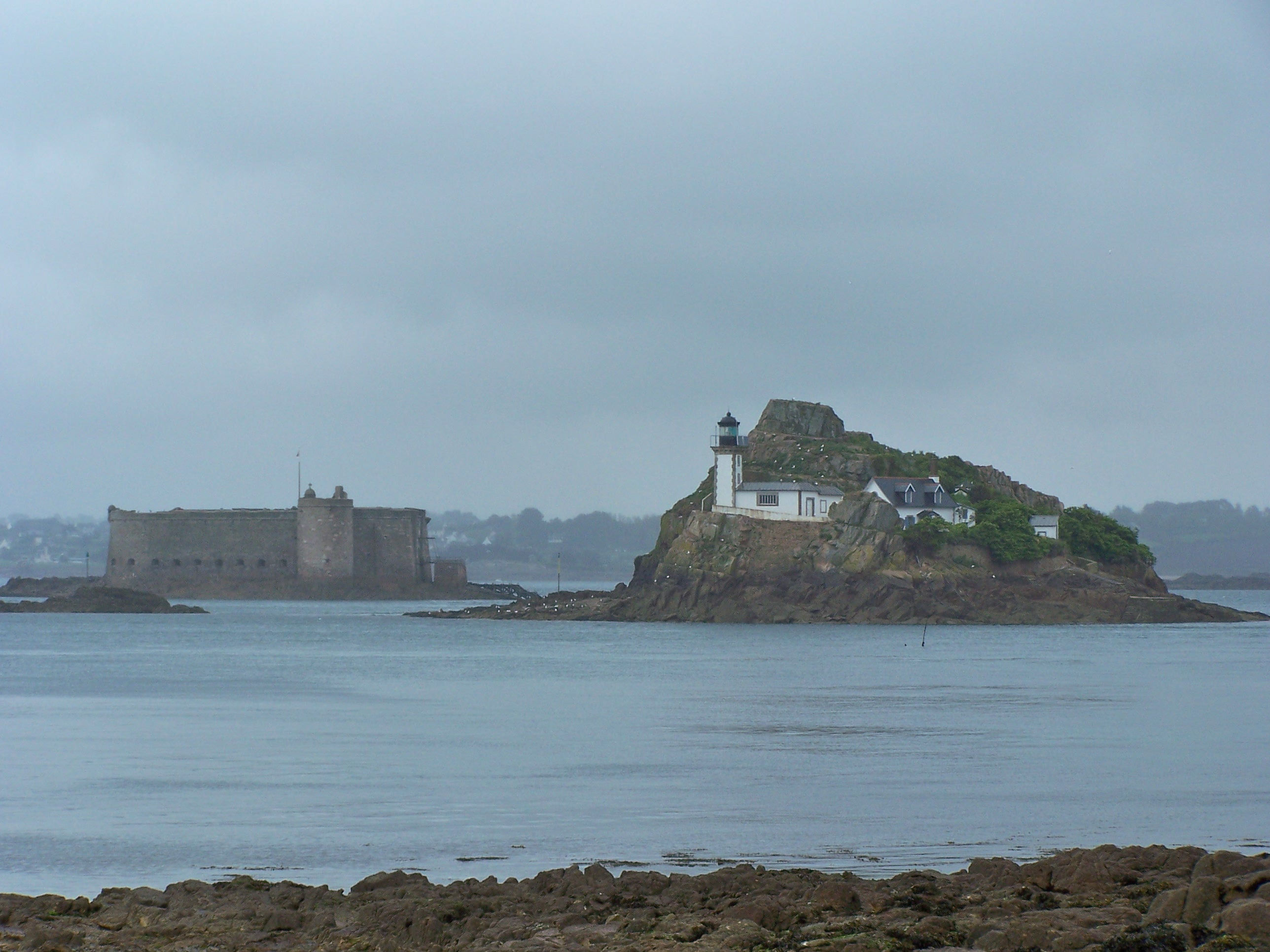
L'île Louët et le château du Taureau
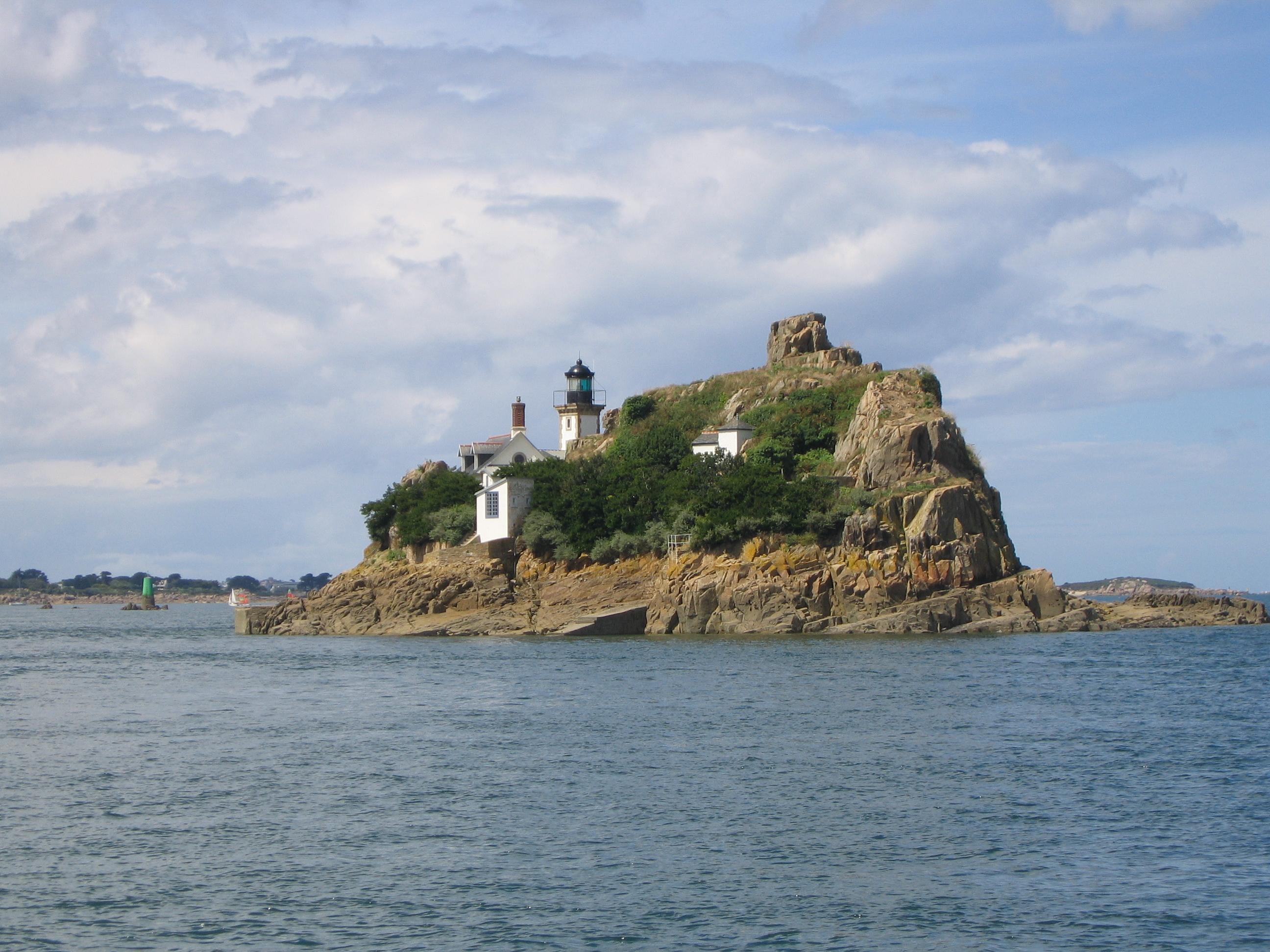
L'île Louët